# ولفگانگ نیرزباخ
ولفگانگ نیرزباخ (زاده ۳۰ نوامبر ۱۹۵۰) مدیر ورزشی و روزنامه‌نگار سابق آلمانی است. او از ۲ مارس ۲۰۱۲ تا ۹ نوامبر ۲۰۱۵، ریاست فدراسیون فوتبال آلمان (به آلمانی: Deutscher Fußball-Bund , DFB) را بر عهده داشت.